# Michele Gandin
Michele Gandin (Bagnaia, 7 ottobre 1914 – Roma, 6 settembre 1994) è stato un regista, fotografo e giornalista italiano.

## Biografia
Laureato all'Università di Siena in Giurisprudenza con la tesi "Il diritto d'autore nel cinema", fu l'animatore dei Cineguf in quella università, i gruppi universitari fascisti, con i quali organizzò varie manifestazioni dedicate al cinema. In quel periodo, girò il cortometraggio Cinci (1939), tratto da una novella di Pirandello e realizzato nella campagna senese con attori non professionisti, molti anni dopo recuperato dall'oblio dallo studioso Sergio Micheli, insieme ad altri materiali prodotti dal settore cinematografico dei Cineguf che, secondo Andrea Mariani, costituirà l'origine del successivo Neorealismo e dal quale, oltre a Gandin, usciranno nomi prestigiosi del cinema italiano: Michelangelo Antonioni, Mario Monicelli, Luciano Emmer, Alberto Lattuada, Luigi Comencini, Pier Paolo Pasolini e tanti altri.
Nel Cineguf senese, Gandin, assieme all'amico Mario Verdone e ad altri, promosse rassegne di film di autori stranieri d'avanguardia, come René Clair e Julien Duvivier, ma la proiezione de L'angelo azzurro del regista ebreo Josef von Sternberg, fu l'occasione per chiudere le iniziative del Cineguf da parte della federazione locale del Partito Fascista, la cui tolleranza nei confronti di queste pellicole era vista malvolentieri.
Trasferitosi a Roma, non riuscì ad entrare al Centro sperimentale di cinematografia. Nel 1941, però, ebbe l'occasione di diventare assistente alla regia di Vittorio De Sica nei film Teresa Venerdì e nel 1942 di Un garibaldino al convento.
Chiamato alle armi nella seconda guerra mondiale fu addetto alla cinematografia. Scampò all'eccidio nazista a Cefalonia e verrà internato in un campo di concentramento tedesco nella Polonia occupata dalla Germania. Subito dopo la guerra, a partire dal 1947, La Settimana Incom gli affidò la regia di documentari e servizi di attualità. Varie sono le tematiche che affrontò nella sua attività documentaristica, sia in campo della divulgazione scientifica che nella storia dell'arte. Sono di quegli anni i film Gli animali soffrono per noi (1947) e Le Biccherne di Siena (1950).
La prima affermazione internazionale arrivò con Cristo non si è fermato a Eboli (1952), ispirato al libro Cristo si è fermato a Eboli (1945) di Carlo Levi, attraverso cui ottiene il Gran Premio per il documentario alla Mostra del cinema di Venezia. La poetica di Gandin è rivolta, e lo sarà quasi in tutti i suoi documentari e le produzioni televisive, alle classi subalterne, agli emarginati, agli analfabeti, ai bambini, ai maltrattamenti nei confronti degli animali. Negli oltre 150 film da lui girati questi saranno i soggetti principali. Da citare sono i film I bambini raccontano (1958) e Non basta soltanto l'alfabeto (1959), anche quest'ultimo premiato a Venezia. 
Nel 1968, in merito al dibattito che si stava aprendo sulla questione dei manicomi che porterà dieci anni dopo alla Legge 180/78, girò La porta aperta, a Gorizia, il cui manicomio era diretto da Franco Basaglia, e nel 1969 Gli esclusi, tratto dall'omonimo lavoro fotografico di Luciano D'Alessandro al manicomio di Nocera Superiore, diretto da Sergio Piro che curò anche il testo del film per la voce di Riccardo Cucciolla. Per il sonoro di sottofondo alla voce narrante, Gandin registrò i suoni, le voci e i rumori del manicomio durante la notte.
Attivo anche con la fotografia, realizzò nel Lazio e nell'Italia meridionale negli anni '50 e '60, un gran numero di immagini sull'infanzia, la vita contadina, feste e spettacoli popolari, in gran parte conservate presso l'Istituto centrale per la demoetnoantropologia, assieme alle fotografie della sua compagna, l'antropologa Annabella Rossi, che fotografò il fenomeno della taranta in Puglia.
Prese parte alle attività del Sindacato nazionale giornalisti cinematografici italiani (SNGCI), attraverso cui promosse rassegne e incontri presso i circoli di cinema e, come giornalista, diresse la sede romana della rivista Cinema Nuovo (1952-1996) fondata da Guido Aristarco.
Si dedico, a partire dagli anni '70, anche ai programmi Rai, in particolare alla TV dei ragazzi per la quale girò numerosi documentari naturalistici e pedagogici.

## Pubblicazioni
- Michele Gandin, Genitori carissimi - La parola ai bambini, Emme edizioni, 1979, EAN 5000000223221.

## Video
- Il cerchio magico (1962)
- Terremoto in Sicilia (1968)
- La porta aperta (1968)
- Gli esclusi (1969)
- Carmelina (1969)
- La farfalla (1971)
- Cortoreale. I corti di Michele Gandin